# Cyclanthera monticola
Cyclanthera monticola là một loài thực vật có hoa trong họ Cucurbitaceae. Loài này được Gentry mô tả khoa học đầu tiên năm 1948.